# Betta stiktos
Betta stiktos — тропічний прісноводний вид риб з родини осфронемових (Osphronemidae), підродина макроподові (Macropodusinae). Водиться в басейні Меконгу в Камбоджі. Був описаний 2005 року.
Назва stiktos походить від грецького στικτος, що означає «плямистий», «крапчастий»; стосується круглих цяток на спинному плавці.

## Опис
Максимальний відомий розмір 28,2 мм стандартної (без хвостового плавця) довжини.
Вид дуже нагадує свого близького родича Betta smaragdina, але менший і оцупкуватіший за нього, профіль голови більш рівний, а плавці коротші. Тіло струнке, його висота становить 26,2-27,7 % стандартної довжини; голова невелика (27,7-30,3 % стандартної довжини).
Спинний і хвостовий плавці округлі, анальний плавець загострений на кінці, сягає щонайменше середини хвостового плавця; черевні плавці серпоподібні. В анальному плавці 27-29, у спинному 10-11, в грудних по 12 променів.
У бічній лінії 33-34 луски.
Самець має світло-коричневе тіло, темно-коричневу голову і чорні зяброві кришки. Луски вилискують синім або зеленим кольором. Забарвлення плавців ближче до синього. Темні цятки, присутні на задньому краю лусок, утворюють на тілі 6-7 вертикальних рядів. Характерною ознакою виду є до п'яти рядів чорних округлих цяток на міжпроменевих мембранах спинного плавця. Анальний плавець має тонкий чорний кант, грудні плавці прозорі, черевні плавці також прозорі, а на самому кінці білі. Є коротка смужка за очима.
Загалом самці інтенсивніше забарвлені й мають довші плавці. Самки коричнюваті, на тілі у них чітко помітні дві поздовжні смужки, є темна пляма на хвостовому стеблі. Плавці жовтуваті, майже прозорі, спинний і хвостовий з поперечними смугами. Дев'ять рядів поперечних чорних смужок на хвостовому плавці присутні як у самців, так і у самок.

## Група видів
Виходячи з поведінкових і морфологічних ознак і деталей малюнку на голові та тілі, бійцівські рибки поділяються на групи видів. B. stiktos належить до групи видів B. splendens, яка також включає B. smaragdina, B. imbellis, B. mahachaiensis і B. siamorientalis. Філогенетичні дослідження, проведені на основі аналізу ДНК, показують, що найближчим родичем B. stiktos є B. smaragdina.

## Розмноження
Самець будує гніздо з піни на поверхні води, але воно може бути поставлене й під предметами, що плавають на поверхні.
Ініціює нерест самець, заманюючи самку під гніздо.

## Утримання в акваріумі
В акваріумах цей вид присутній дуже короткий час і в невеликій кількості; тримають його лише спеціалісти.
Betta stiktos можна тримати парами у видовому або спільному акваріумі. Для пари риб потрібен акваріум місткістю 40 літрів, для групи риб — щонайменше 100 літрів. Риби мають мати схованки з печер та рослин. Вид толерантний до складу води і добре почувається практично за будь-яких хімічних показників, якщо вода чиста і фільтрується. Температура 21-32 °C.
Риби можуть нереститися в тому самому акваріумі, що й живуть, але краще відсаджувати пару в окреме нерестовище.